# Хара Такасі
Хара Такасі (яп. 原 敬; 9 лютого 1856, Моріока — 4 листопада 1921, Токіо) — японський політичний і державний діяч, прем'єр-міністр Японії в 1918–1921 рр..

## Біографія
Народився в самурайської сім'ї в провінції Моріока (зараз — префектура Івате). У 1871 р. поїхав вчитися в Токіо. Починав як репортер, потім став редактором газети. За рекомендацією міністра закордонних справ Іноуе Каору був прийнятий на роботу в МЗС. Потім кілька років дипломатичної діяльності в Китаї та Франції. На початку 1890-х Хара — особистий секретар, а потім заступник міністра закордонних справ Муцу Мунеміцу, посол в Кореї. Потім пішов з державної служби і повернувся в журналістику. У 1900 р. вступає в політичну партію «Ріккен Сейюкай» і стає її генеральним секретарем, а в 1912 р. — головою партії. З 1902 р. неодноразово обирається в палату представників парламенту від префектури Івате. Був міністром внутрішніх справ у 1906–1908 рр.. і в 1911–1914 рр.. У 1918 р., після «рисових бунтів», за рекомендацією маркіза Сайондзі Хара призначається прем'єр-міністром. Таким чином в Японії фактично вперше до влади прийшов «партійний» уряд, який очолював лідер провідної парламентської партії. 4 листопада 1921 Хара був убитий терористом, незадоволеним ходом Вашингтонської конференції.